# Gic
Gic is een plaats (község) en gemeente in het Hongaarse comitaat Veszprém. Gic telt 506 inwoners (2001).